# Харківська асоціація шкільних євроклубів
Харківська асоціація шкільних євроклубів (ХАШЄК) — створена у 2010 році з метою зміцнення та розвитку шкільних дитячих організацій проєвропейського напрямку, діяльність яких спрямована на національне відродження та розширення зв'язків з європейськими громадськими організаціями.
Харківська асоціація шкільних євроклубів (координатор Таболіна Л.В.) це структурний підрозділ Харківської міської організації учнівського самоврядування (куратор Полякова І.В.), яка діє під патронатом Департаменту освіти Харківської міської ради (керівник Департаменту Деменко О.І.).
2010 рік. Перший Форум ХАШЄКа відбувся за ініціативою учнів та викладачів спеціалізованої школи №132 та гімназії №1 міста Харкова 26 листопада 2010 року. Почесним гостем заходу був Генеральний консул Республіки Польща в місті Харків пан Ян Гранат. На Форумі представники районних організацій самоврядування та євроклубів міста Харкова повідомили громаду про створення нового шкільного проєвропейського осередку. Харківська асоціація шкільних євроклубів тісно співпрацює з освітніми установами міста Харкова, з Представництвом Європейського Союзу в Україні, з дипломатичними установами, акредитованими в Україні.
2011 рік. Другий Форум шкільних євроклубів проводився також на базі Харківської спеціалізованої школи №132 (директрор Симоненко Н.І.) та мав на меті залучення до співпраці керівників партнерських громадських організацій (Володимир Самойлов ХМЦССМ „Довіра”), Тетяна Суханова (директор ХОО „Енергія миру”), Марія Гінзбург (коордінатор проекта „404”), Маша Гаврілюк (Друг Євро), Сергій Самойлов (керівник проекту „Юний миротворець”)), Бєлова Дар`я (консультант ХЦЄІ).

2012 рік. Третій Форум ХАШЕКа відбувся на базі Харківської гімназії №65 і зібрав близько 200 представників та кураторів шкільної проєвропейської спільноти. Окрім традиційного вишколу клубів, вітання та нагородження найкращих на заході було проведено низку тематичних панельних дискусій стосовно моделі європейського розвитку держави та включення молоді у проектну діяльність.

2013 рік. Четвертий Форум Харківської асоціації шкільних євроклубів пройшов у стінах КЗ "ХЗНЗ № 106 ім. В.О.Кисіля" (директор Бондаренко Т.О.) і зібрав дітей та дорослих з понад 50 євроклубів міста Харкова. Учасники заходу мали змогу обмінятися досвідом на майстер-класах, поспілкуватися з учасниками програми для школярів з країн ЄС та країн Східного Партнерства «Euronest Scola», а також зіграти у пізнавальний "ЄвроКвест".

Навчально-методичний педагогічний центр Департаменту освіти міста Харкова допомагає керівникам шкільних євроклубів та кураторам дитячих громадських організацій. В рамках співпраці діти, учасники Євроклубів представляли свої проекти, набували досвіду в майстернях та тренінгах, які проводили спеціалісти НМПЦ (керівник Дулова А.С.).

Євроклубівці Харкова намагаються активно впливати на події в Україні та підтримують багато кроків, які наближають Україну до європейського співтовариства. У 2010 році представники Європейських клубів підписали листа Президенту України на підтримку боротьби з бідністю та зобов'язалися всіма засобами сприятимемо реалізації Європейського року в Україні.

Євроклуби міста Харкова представили Харківську асоціацію шкільних євроклубів у фіналі Всеукраїнського проекту «Підтримка Євроклубів в Україні в 2011 році» у таборі євроклубівців України у с. Ходжа-Сала Бахчисарайського району АР Крим. Учні мали можливість особисто поспілкуватись з паном Золтаном Салаї, керівником відділу політики, преси та інформації Представництва Європейського Союзу в Україні, Ольгою Максименко, координатором програм преси та інформації у Представництві ЄС в Україні, кореспондентами „Радіо Свобода” та 5 каналу.

Багато уваги приділяється волонтерській діяльності, допомозі інтернатам, шпиталям, ветеранським організаціям. На базі Харківської гімназії № 65 відбувся за участю ЗОШ № 91 пройшов регіональний тренінг євроклубів міст Харкова  та  Суми  «Європейський досвід волонтерства відкриває нові можливості». Захід відбувся в рамках майстерні  «Розширення можливостей волонтерів  для об’єднаної Європи», який ініційовано Українською Асоціацією Європейських Студій та підтримано Харківською Асоціацією шкільних Євроклубів, партнером проекту виступив Харківський Центр Європейських Ініціатив.

Харківська асоціація шкільних євроклубів має партнерські стосунки зі "Школою європейських студій в Україні" та в багатьох проектах школярі беруть участь у заходах нарівні зі студентами. У 2014 році відбулось інтелектуальне змагання в рамках інформаційної кампанії «Будуймо Європу в Україні» і для команди шкільних євроклубів це був цікавий досвід командної роботи, прийняття рішень, пошуку правильних відповідей.